# Tadeusz Czarkowski
Tadeusz Czarkowski herbu Habdank – polski właściciel ziemski.
Wywodził się z rodziny Czarkowskich herbu Habdank. Udowodnił swoje szlacheckie pochodzenie w sądzie ziemskim halickim). 
Był członkiem Stanów Galicyjskich z 1783. Pełnił funkcję szambelana króla Stanisława Augusta Poniatowskiego.
Z Sokołowską miał syna-jedynaka Cyryla (1795-1862).